# Mhing
Le Mhing est un jeu de cartes de combinaison (c'est-à-dire que le but est de faire des combinaisons de cartes) pour deux joueurs et plus. C'est un jeu d'origine chinoise, dérivé du Mah-Jong, dont il est une sorte d'adaptation au jeu de cartes. Les règles sont d'ailleurs assez proches de ce dernier jeu, avec toutefois quelques différences.

## Matériel
Le Mhing se joue avec le jeu de cartes dédié. Les différentes cartes rencontrées sont :
- Les cercles, de couleur rouge, numérotés de 1 à 9
- Les bambous, de couleur verte, numérotés de 1 à 9
- Les caractères, de couleur noire, numérotés de 1 à 9
- Les vents, de couleur bleue, au nombre de quatre (vent d'est, sud, nord, et ouest)
- Les dragons rouge, vert et blanc

Toutes ces cartes sont présentes en quatre exemplaires dans le jeu. Les vents et les dragons sont appelés des honneurs
En plus de ces cartes, on trouve huit fleurs et six jokers

## But du jeu
Le but d'une manche est d'être le premier à poser toutes les cartes de sa main sur la table. Le gagnant (on dit qu'il fait Mhing) marque un certain nombre de points. La particularité de ce jeu est que, selon la qualité du jeu exposé par le gagnant, il marquera plus ou moins de points. Il peut même, dans certains cas assez rares, ne marquer aucun point. 
Le but du jeu est bien sûr de marquer le plus de points possible.

## Distribution
Le premier donneur est déterminé au hasard, puis chaque joueur distribuera les cartes alternativement à chaque manche, dans le sens des aiguilles d'une montre. Le jeu est soigneusement mélangé. Ensuite, le donneur se fait couper le paquet par le joueur à sa droite, puis distribue 13 cartes à chaque joueur. Le reste des cartes constitue la pioche.
C'est le donneur qui commence à jouer.

## Les fleurs
Chaque joueur, une fois qu'il a pris connaissance de son jeu, dépose sa ou ses fleurs sur la table. Ensuite, dans le sens des aiguilles d'une montre, chaque joueur qui a ainsi posé des fleurs repioche autant de cartes. Il en va de même au cours du jeu : si un joueur pioche une fleur, il la pose et repioche immédiatement une autre carte. Il en résulte que la fleur est une carte spéciale qui est traitée complètement différemment des autres.

## Le jeu
Les joueurs, dans le cas général, jouent leur tour les uns à la suite des autres, dans le sens des aiguilles d'une montre. Chaque joueur pioche une carte dans la pile, puis se défausse d'une carte qui ne lui convient pas. Il existe cependant des moyens de prendre la priorité sur un autre joueur, en ramassant la carte qui vient d'être défaussée pour l'utiliser pour faire une combinaison (faire "Tcheu", "Pang", ou "Mhing", voir plus loin).
Quand il ne reste plus aucune carte dans la pioche, on remélange la pile de défausse pour former une nouvelle pioche.
La manche s'arrête quand un joueur fait Mhing, c'est-à-dire qu'il pose toutes ses cartes, sous forme de quatre combinaisons de trois cartes (suites ou brelans) et une paire, ce qui fait treize cartes + une (le joueur ne se défausse pas à son dernier tour)

### Les combinaisons
- La suite, qui consiste en trois cartes consécutives de la même couleur (cercles, bambous, ou caractères)
- Le brelan, qui consiste en trois cartes parfaitement identiques (cercles, bambous, caractères, vents ou dragons)
- La paire, qui consiste en deux cartes parfaitement identiques. On ne peut faire qu'une seule paire

On n'est pas, sauf cas particuliers, obligé d'étaler une combinaison avant de faire Mhing.
Toute carte peut être remplacée par un joker

### Prendre la défausse
Quand un joueur se défausse, n'importe quel joueur peut se déclarer intéressé par la carte défaussée, et la réclamer. Il ramasse alors la carte comme s'il venait de la piocher et joue de manière ordinaire. Il est cependant obligé de poser immédiatement une combinaison contenant la carte réclamée. Les joueurs qui se trouvent entre le joueur qui a défaussé et le joueur qui réclame passent ainsi de facto leur tour
- Annoncer Tcheu consiste à réclamer une carte pour faire une suite
- Annoncer Pang consiste à réclamer une carte pour faire un brelan
- Annoncer Mhing consiste à réclamer une carte pour faire Mhing

On ne peut réclamer une carte pour faire une paire, sauf, selon certaines variantes, quand on fait Mhing.
Si plusieurs joueurs réclament la même carte, la priorité va au Mhing, puis au Pang, puis au Tcheu. À réclamation égale c'est le joueur le plus proche de celui qui défausse (au sens du tour de jeu normal) qui est prioritaire.

### Rien ne s'accorde
Le rien ne s'accorde est une alternative au jeu normal, qui consiste à tenter d'avoir le jeu le plus dépareillé possible. Ce jeu est défini non seulement par l'absence de toute combinaison étalée ni de combinaison en main, mais aussi l'absence de toute combinaison en devenir (par exemple un 1 de cercles et un 3 de cercles, auxquels seul manque le 2 de cercles pour faire une suite)
De manière formelle, on peut dire que les cartes de même couleur doivent avoir au moins 3 unités d'écart (1-4-7 ou 2-5-8 ou 3-6-9 est le plus serré à être acceptable). Si on tente le rien ne s'accorde, on ne peut jamais prendre la défausse, puisque cela obligerait à étaler une combinaison avec la carte ramassée, sauf pour faire Mhing.
Quand après avoir pioché, on se retrouve avec un jeu dans cette configuration, on peut annoncer Mhing et on remporte la manche. 
Le rien ne s'accorde avec honneur est une variante du rien ne s'accorde où l'on a en plus un dragon de chaque couleur et un vent de chaque direction.

## Compter les points
Quand un joueur fait Mhing, seul celui-ci marque des points.

### Les crédits
Les crédits sont d'une certaine manière attribués en fonction de la beauté du jeu. Certaines combinaisons particulières vont valoir un certain nombre de crédits.
1 crédit
- 1 crédit est attribué pour chaque fleur
- 1 crédit est attribué pour la paire, si c'est une paire de 2, de 5, ou de 8
- 1 crédit est attribué pour une double suite, c'est-à-dire deux suites de même hauteur mais de couleur différente
- 1 crédit est attribué pour un double brelan, c'est-à-dire deux brelans de même valeur
- 1 crédit est attribué pour une suite royale brisée, c'est-à-dire la combinaison de la suite 1-2-3 et de la suite 7-8-9 dans la même couleur, sans le 4-5-6.
- 1 crédit est attribué pour chaque brelan d'honneurs
- 1 crédit est attribué si le jeu ne contient que deux couleurs différentes (sans honneur)
- 1 crédit est attribué pour un jeu ne contenant que des suites (sauf la paire qui est obligatoire), c'est-à-dire qu'il n'y a aucun brelan.

3 crédits
- 3 crédits sont attribués pour une double suite identique, c'est-à-dire deux suites de même hauteur et de même couleur
- 3 crédits sont attribués pour une suite royale c'est-à-dire la combinaison des suites 1-2-3, 4-5-6 et 7-8-9 dans la même couleur
- 3 crédits sont attribués pour un rien ne s'accorde (voir plus haut)
- 3 crédits sont attribués pour une main d'une seule couleur et des honneurs
- 3 crédits sont attribués pour un jeu ne contenant que des brelans (sauf la paire qui est obligatoire), c'est-à-dire qu'il n'y a aucune suite.

5 crédits
- 5 crédits sont attribués pour une main avec une combinaison de bambous, une de cercles, une de caractères, une de vents et une de dragons
- 5 crédits sont attribués pour une basse main, c'est-à-dire si aucune carte n'est au-dessus du 5 (sans honneur)
- 5 crédits sont attribués pour une haute main, c'est-à-dire si aucune carte n'est en dessous du 5 (sans honneur)

8 crédits
- 8 crédits sont attribués pour un jeu présentant trois brelans de dragons, un de chaque couleur. Ces huit crédits ne sont pas cumulés avec les crédits donnés individuellement pour les brelans de dragons.
- 8 crédits sont attribués pour une main à couleur unique, sans honneur
- 8 crédits sont attribués pour un rien ne s'accorde avec honneur (voir plus haut)

### Cumulativité
Les crédits sont cumulatifs, en ce sens que si un jeu (et c'est la plupart du temps le cas) possède plusieurs caractéristiques susceptibles de rapporter des crédits, il rapporte la somme des crédits.
Exemples :
- 1-2-3 de bambous, 1-2-3 de bambous, 1-2-3 de bambous rapportent 9 crédits (on peut trouver trois couples différents de brelans qui satisfaisent à une condition à trois crédits)
- Une séquence royale dont une des parties est en double (ex : 1-2-3, 4-5-6, 4-5-6, 7-8-9) rapporte les points de la double suite identique, plus deux fois les points de la séquence royale, car on peut former deux séquence royales avec deux "4-5-6" différents
- Un jeu (fort improbable et nécessitant trois jokers) avec que des 5 : brelan de 5 de bambous avec un joker, brelan de 5 de bambous avec un joker, brelan de 5 de cercles, brelan de 5 de caractères, paire de 5 de cercles avec un joker, rapporte beaucoup. C'est à la fois une haute main et une basse main, soit dix crédits. De plus, il contient six brelans doubles, que des brelans, et une paire de 5. Le total est donc de 20 crédits, sans compter d'éventuelles fleurs.

Contre-exemples :
- Cas particulier : un jeu avec trois brelans différents de dragons rapporte seulement huit crédits, et non pas trois crédits supplémentaires pour chaque brelan pris individuellement.
- Autre cas particulier : Les 8 crédits du "Rien ne s'accorde avec honneur" ne se cumulent bien sûr pas avec les 3 crédits du "Rien ne s'accorde"

### Conversion des crédits en points
La conversion est de forme exponentielle, pour inciter à produire un très gros jeu plutôt que de nombreux jeux médiocres.
- 1 crédit = 2 points
- 2 crédits = 4 points
- 3 crédits = 8 points
- 4 crédits = 16 points
- 5, 6 ou 7 crédits = 32 points
- 8, 9, ou 10 crédits = 64 points
- 11, 12, ou 13 crédits = 128 points
- 14, 15, ou 16 crédits = 256 points
- etc., on double à chaque groupe de trois crédits

## Autres jeux du même type
Évidemment, ce jeu, mis à part son support (cartes), ressemble trait pour trait au mah-jong, avec des règles légèrement simplifiées, et avec l'abandon du Kong (carré).
On peut aussi le rapprocher du rami, pour la mécanique de combinaisons de cartes.